# انیو جیرولامی
انیو جیرولامی (ایتالیایی: Ennio Girolami؛ ‏ ۱۴ ژانویهٔ ۱۹۳۵ – ۱۶ فوریهٔ ۲۰۱۳) بازیگر اهل ایتالیا بود. وی بین سال‌های ۱۹۵۲ تا ۲۰۰۳ میلادی فعالیت می‌کرد.
از فیلم‌هایی که وی در آن نقش داشته است، می‌توان به ممنوعه‌ترین دکامرون، شب‌های کابیریا، خشم آشیل، شوهران جوان، ساحل، چیچو و فرانکو در سال اختلاف نظر و فرار از برانکس اشاره کرد.